# NGC 1252
NGC 1252 ist ein Asterismus im Sternbild Horologium am Südsternhimmel. Das Objekt wurde am 4. Dezember 1834 vom britischen Astronomen John Herschel entdeckt.